# 私は忘れない
「私は忘れない」（わたしはわすれない）は、1972年10月5日にリリースされた岡崎友紀の10枚目のシングル。

## 解説
作詞作曲は、前作「黄色い船」に引き続き、橋本淳と筒美京平が担当。橋本は「北国の青空」などを題材に「喪失感＝傷心」を描いており、かつて自身が作詞した奥村チヨの「北国の青い空」や、ジャッキー吉川とブルー・コメッツの「北国の二人」にも共通する世界観を展開させている。
作曲の筒美は、メジャーとマイナー、ペンタトニックスケールを使ったAメロとメロディアスなサビを対比させ、マイナーシックススコードを使って哀愁味のあるメロディーラインに仕上げている。またアレンジは、12弦ギターとフリューゲルホルンをメインに使用。そこにシンガーズ・スリーのコーラスをフィーチャーさせ、全体を完成させている。
本作はAMラジオや有線放送から火が付き、レコードセールスも上昇。オリコンシングルチャートTOP100には30週（約7ヶ月）ランクインするロングヒットとなり、2014年現在にて、岡崎の全シングルで最も売れた作品（最高セールス曲）となっている。

## 収録曲
1. 私は忘れない（3分05秒）
2. 年頃かしら（3分37秒）
両曲とも、作詞：橋本淳／作曲・編曲：筒美京平

## 収録アルバム

### LP
- アルバム6 (#1)
- ゴールデン・ディスク  (#1)
- 岡崎友紀全曲集  (#1)

### CD
- なんてったってアイドルポップ　〜しあわせの涙〜  (#1)
- TWIN BEST  (#1)
- 岡崎友紀ベスト30  (#1)
- ゴールデン☆ベスト (#2)
- HISTORY〜筒美京平アルティメイト・コレクション 1967〜97 Vol.1  (#1)
- THE HIT MAKER -筒美京平の世界-  (#1)
- 筒美京平 Hitstory Ultimate Collection 1967〜1997 2013Edition  (#1)
- 筒美京平 GOLDEN HITSTORY 〜あなたを・もっと・知りたくて〜  (#1)
- 橋本淳作品集 〜長い髪の少女〜  (#1)

他多数

## カバー
私は忘れない
- 朝倉理恵（1973年） - アルバム『あの場所から』収録。
- 水沢アキ（1973年） - アルバム『娘ごころ』収録。
- 優雅（1974年） - アルバム『処女航海 はじめまして優雅です』収録。
- シェリー（1976年） - アルバム『シークレット』収録。
- 太田裕美（2014年） - 筒美京平トリビュート・アルバム『tutumikko』収録。